# كأس لاتفيا 2014–15
كأس لاتفيا 2014–15 (باللاتفية: 2014.—2015. gada Latvijas Kauss futbolā)‏ هو الموسم 73 من كأس لاتفيا. أقيم خلال الفترة 1 يونيو 2014 وحتى 20 مايو 2015، وأشرف على تنظيمه اتحاد لاتفيا لكرة القدم، وكان عدد الأندية المشاركة فيه 16، وفاز فيه نادي يلغافا.